# Бездоріжжя (фільм)
Бездоріжжя (італ. La viaccia) — італійська кінодрама 1961 року, знята Мауро Болоньїні, з Жаном-Полем Бельмондо і Клаудією Кардінале у головних ролях.

## Сюжет
Флоренція, 1885 рік. Вмираючи, засновник і власник маєтку В'ячча хоче передати його у спадок своєму синові Стефано і вимагає, щоб решта членів сім'ї відмовилася від своєї частки, оскільки владу не можна ні продати, ні поділити. Другим бажанням поміщика було не кликати на похорон священика. Але його діти не виконали ні того, ні іншого. Старшому синові поміщика, Нандо вдалося вмовити інших передати права на маєток йому за умови, що Стефано залишиться керуючим. Оскільки в Нандо немає сім'ї, то після його смерті спадок знову перейде до решти нерозділених. Повертаючись до міста, Нандо забирає із собою племінника Амеріго (Жан-Поль Бельмондо), сина Стафано, для роботи в його ресторані. Батько радить Амеріго бути хитрішим з дядьком, щоб після його смерті маєток дістався їм. Крім того, їм потрібно з'ясувати, чи не є Нандо батьком сина його коханки, який у цьому випадку став би найімовірнішим спадкоємцем. У місті Амеріго знайомиться з повією Б'янкою (Клаудія Кардінале) і, зовсім втративши голову, починає красти гроші з каси ресторану для відвідування борделю, в якому вона працює. Незабаром Нандо здогадується про це і виганяє племінника. Не бажаючи більше працювати в маєтку на свого дядька, Амеріго влаштовується у бордель охоронцем. Незабаром після цього Нандо вмирає, встигнувши повінчатися зі своєю коханкою і залишивши їй усю спадщину.

## У ролях
- Жан-Поль Бельмондо — Амеріго
- Клаудія Кардінале — Б'янка
- П'єтро Джермі — Стефано
- Габріелла Палотта — Кармелінда
- Ромоло Валлі — Данте
- Поль Франкер — Нандо
- Джина Саммарко — коханка
- Марчелла Валері — Беппа
- Емма Барон — Джованна
- Франко Бальдуччі — Тоньяччо
- Клаудіо Б'ява — Арлеккіно
- Нандо Анджеліні — молодий чоловік
- Дуїльйо Д'Аморе — Бернардо
- Джузеппе Тозі — Казамонті
- Паола Пітаґора — Анна
- Джанна Джакетті — пансіонерка в борделі
- Розіта ді Вера Круз — Маргеріта
- Данте Позані — Густаво
- Олімпія Каваллі — пансіонерка
- Авреліо Нарді — гравець з м'ячем
- Моріс Полі — епізод
- Ренцо Палмер — епізод
- Ріна Мореллі — епізод

## Знімальна група
- Режисер — Мауро Болоньїні
- Сценарист — Маріо Пратезі, Васко Пратоліні
- Продюсер — Альфредо Біні
- Оператор — Леоніда Барбоні
- Монтаж — Ніно Баральї
- Композитор — П'єтро Піччоні